# Lions klub Ljubljana

### Poslanstvo
Poslanstvo vsakega Lions kluba na svetu je ustvarjanje in krepitev sporazumevanja med ljudmi vsega sveta, človekoljubnosti prostovoljna pomoč lokalno in širše. Lions klub Ljubljana je prvi, najstarejši klub v Sloveniji. Slovenski lionizem se je začel z njegovo ustanovitvijo,18.5. 1990 v Ljubljani.

### Zgodovina
Zgodovina Lions kluba Ljubljana je v veliki meri zgodovina lionizma v Sloveniji. Prvi slovenski lionistični klub je nastal na pobudo pra Liona Boruta Miklavčiča, takratnega generalnega konzula Jugoslavije v Celovcu, ki se je leta 1989 odzval vabilu in obiskal enega od večerov Lions klub Carinthia v Celovcu. V gibanju in ideji je prepoznal globoko človečnostno jedro, ki ga je navdušilo in začel je iskati somišljenike. 27 ustanovnih članov (med njimi nekateri, ki so se preselili v drug klub: Zvest Appolonio, danes LK Koper Capodistria; Janez Bohorič, danes LK Bled; Janko Popovič, danes LK Lj Forum; žal že pokojni Henrik Ubeleis in dva člana, ki nista več del organizacije: Jaka Penca in Matija Škof) je zgradilo ustanovne temelje, se povezalo s klubi po Evropi in začelo z dejanji. Zgradili so mogočno trdnjavo, v pičlih šestih letih je iz kluba nastal močan distrikt, v Lions organizaciji označen kot District 129, s samostojnimi 20 klubi. 
Danes je Slovenija s 50 klubi, ki združujejo preko 1500 lionov med državami z največjo gostoto članov LC na tisoč prebivalcev, ki še vedno nezadržno raste. Pri tem pa je pomembno dejstvo, da je vsak peti član slovenske Lions organizacije članica.